# Бои за Родаково
Бой у Родаково — бои 5-й Украинской армии РККА с частями 1-го Германского резервного корпуса 24-25 апреля 1918 года.
К 24 апреля 1918 года значительная часть вооружённых сил ДКР сосредоточилась в Луганском районе, постепенно вытягиваясь вдоль железной дороги на Миллерово и на Лихую. Эвакуация ДКР из Луганска ещё не была закончена. Ворошилов, сосредоточив главные силы 5-й Украинской армии в районе Родаково и Луганска, решил дать здесь отпор противнику. По его инициативе на станции Родаково было созвано совещание командиров всех отдельных отрядов, входивших и не входивших в состав 5-й Украинской армии . На этом совещании Ворошилов был избран командующим 5-й Украинской армии, в состав которой влилось многочисленные отряды других украинских армий. Это легенда. На самом деле Ворошилов был назначен командующим 5 армией Постановлением СНК ДКР 16 апреля 1918 года.
Наутро ожидалось наступление германских частей. Ворошилов уже поздно ночью заканчивал формирование штаба и отдачу распоряжений по обороне Луганска. Начальником штаба армии Ворошилов назначил Н. А. Руднева. К 12 часам 25 апреля части Ворошиловской армии заняли позиции на высотах у Родаково. Белогвардейцы и немцы значительными силами пехоты и артиллерии в 2 часа дня атаковали части 5-й армии с запада и потеснили их, обойдя справа, со стороны р. Лугань. Но Ворошилов, находившийся в начале боя в Луганске, где организовал эвакуацию органов власти и имущества ДКР, подоспел к критическому моменту боя и организовал контрудар по противнику. К 18:00 правый фланг 5-й армии контратакой обратил противника в паническое бегство. Германские войска понесли большие потери людьми, оставили 2 батареи, 20 пулеметов, 2 аэроплана и отступили на 11 км к западу от Родако. В этом бою проявил особую стойкость 1-й Луганский социалистический отряд, действовавший на правом фланге и Полтавский отряд с артиллерией.
26 апреля вследствие глубокого обхода второй германской колонной с юга части 5-й армии вынуждены были отступить, а затем ночью покинули и город Луганск. Эшелоны Донецкой республики пошли на Миллерово.